# Oskar Telke
Oskar Telke (* 5. September 1848 in Mieschkow, Kreis Jarotschin, Provinz Posen; † 13. Juli 1917 in Breslau) war ein deutscher Mediziner.

## Leben
Oskar Telke war der Sohn des Bürgermeisters von Bentschen.
Nach dem frühen Tod seines Vaters wurde er in der Familie seines Großvaters erzogen und besuchte die Elementarschule in Gostyn und anschließend das Comenius-Gymnasium in Lissa. Im Frühjahr 1870 schrieb er sich als Student an der Universität Greifswald ein, jedoch wurde sein Studium unterbrochen, als er sich als Freiwilliger im Mecklenburgischen Jäger-Bataillon meldete, um am Feldzug 1870/71 teilzunehmen. Im Mai 1871 setzte er sein Studium dann fort. 1874 erfolgte seine Promotion zum Dr. med. und am 15. Januar 1875 erhielt er die Approbation zum Arzt.
Nachdem er noch 4½ Monate Militärdienst geleistet hatte, ließ er sich in Lobsens, Provinz Posen, als Arzt nieder. 1876 übernahm er die vorübergehende Verwaltung der Kreiswundarztstelle in Boberberg im Regierungsbezirk Frankfurt. Er bestand im Dezember 1877 die Physikatsprüfung und wurde am 15. Februar 1878 endgültig als Kreiswundarzt angestellt.
Am 1. Oktober 1880 wurde er zum Kreisphysikus des Kreises Schroda in der Provinz Posen ernannt und am 1. April 1883 in den Landkreis Züllichau-Schwiebus im Regierungsbezirk Frankfurt versetzt. Am 1. Oktober 1895 wurde er mit der Verwaltung der Stelle des Regierungs- und Medizinalrates bei der königlichen Regierung in Köln betraut. Am 15. Februar 1901 erfolgte seine Versetzung in gleicher Eigenschaft zur Regierung nach Breslau; inzwischen war auch zum Geheimen Medizinalrat ernannt worden.
Zum Breslauer Regierungsbezirk gehörten 26 Kreise, für die er zuständig war, zugleich war er Sachverständiger in Apothekenangelegenheiten beim Oberpräsidenten von Schlesien und beaufsichtigte nicht nur die Apotheken, sondern war auch für die Aufsicht der Kranken-, Irren- und Hebammen-Lehranstalten, der Krankenpflegeschulen und der Bäder zuständig. Hinzu kam die Aufsicht über den Kampf gegen ansteckende Krankheiten.
Im Sommer 1904 wurde Oskar Telke durch die Preußische Medizinalverwaltung zu einer Studienreise nach Österreich-Ungarn entsandt, um sich dort über die Fortschritte des öffentlichen Gesundheitswesens zu informieren. Nach seiner Rückkehr erstattete er einen umfangreichen Bericht über die Organisation des dortigen Medizinalwesens und der wichtigsten sanitären und medizinal-technischen Einrichtungen, der darauf in der Vierteljahresschrift für gerichtliche Medizin und öffentliches Sanitätswesen veröffentlicht wurde
Oskar Telke heiratete 1876.

## Mitgliedschaften
Oskar Telke war Vorsitzender der Hygienischen Sektion der Schlesischen Gesellschaft für vaterländische Cultur.

## Schriften (Auswahl)
- Experimentelle Beiträge zur Lehre vom Knochenwachsthum. Greifswald, Med. Diss., 24. Juli 1874.